# Just Like Fire
Just Like Fire (englisch für „Einfach wie Feuer“) ist ein Lied der US-amerikanischen Popsängerin Pink aus dem Jahr 2016.

## Entstehung und Veröffentlichung
Das Lied wurde von der Interpretin Alecia Moore (Pink) selbst, zusammen mit den Koautoren Oscar Holter, Max Martin und Karl Schuster (Shellback), geschrieben beziehungsweise komponiert. Die drei Koautoren zeichneten zudem auch für die Produktion verantwortlich.
Die Erstveröffentlichung von Just Like Fire erfolgte als Single am 15. April 2016 bei RCA Records. Diese erschien als digitaler Einzeltrack zum Download und Streaming (Katalognummer: 1101931648). Am 27. Mai 2016 erschien das Lied als Teil des Soundtracks zu Alice im Wunderland: Hinter den Spiegeln (Katalognummer: Walt Disney 000500 8732827). Im Juli 2016 erschien zudem eine Remix-Single zu Just Like Fire, mit einem Remix der Wideboys (Katalognummer: 1134654008).

## Musikvideo
Das Musikvideo entstand unter der Regie von Dave Meyers sowie unter der Mitwirkung von Pinks Ehemann Carey Hart und ihrer gemeinsamen Tochter Willow Sage Hart. Bis Januar 2025 zählte es über 292 Millionen Aufrufe auf der Videoplattform YouTube.

## Kommerzieller Erfolg

### Chartplatzierungen
| ChartsChartplatzierungen       | Höchstplatzierung | Wochen |
| ------------------------------ | ----------------- | ------ |
| Deutschland (GfK)              | 21 (18 Wo.)       | 18     |
| Österreich (Ö3)                | 16 (17 Wo.)       | 17     |
| Schweiz (IFPI)                 | 33 (15 Wo.)       | 15     |
| Vereinigte Staaten (Billboard) | 10 (26 Wo.)       | 26     |
| Vereinigtes Königreich (OCC)   | 19 (21 Wo.)       | 21     |

| ChartsJahrescharts (2016)      | Platzierung |
| ------------------------------ | ----------- |
| Deutschland (GfK)              | 100         |
| Vereinigte Staaten (Billboard) | 33          |
| Vereinigtes Königreich (OCC)   | 100         |

### Auszeichnungen für Musikverkäufe
| Land/Region                  | Auszeichnungen für Musikverkäufe (Land/Region, Auszeichnung, Verkäufe) | Verkäufe  |
| ---------------------------- | ---------------------------------------------------------------------- | --------- |
| Australien (ARIA)            | 6× Platin                                                              | 420.000   |
| Brasilien (PMB)              | Platin                                                                 | 60.000    |
| Dänemark (IFPI)              | Gold                                                                   | 45.000    |
| Deutschland (BVMI)           | Gold                                                                   | 200.000   |
| Italien (FIMI)               | Gold                                                                   | 25.000    |
| Kanada (MC)                  | Platin                                                                 | 80.000    |
| Mexiko (AMPROFON)            | Gold                                                                   | 30.000    |
| Neuseeland (RMNZ)            | 2× Platin                                                              | 60.000    |
| Polen (ZPAV)                 | Platin                                                                 | 50.000    |
| Vereinigte Staaten (RIAA)    | Platin                                                                 | 1.000.000 |
| Vereinigtes Königreich (BPI) | Platin                                                                 | 600.000   |
| Insgesamt                    | 4× Gold · 13× Platin ·                                                 | 2.570.000 |

Hauptartikel: Pink (Musikerin)/Auszeichnungen für Musikverkäufe